# Anelosimus biglebowski
Anelosimus biglebowski is een spinnensoort in de taxonomische indeling van de kogelspinnen (Theridiidae).

## Kenmerken
Anelosimus biglebowski varieert in totale lengte van 1,80-2,10 mm bij mannen en 1,85-2,15 mm bij vrouwen. De kleuring van de buik is bij beide geslachten variabel.

## Habitat
De enige bekende exemplaren zijn verzameld in regenwouden op middelhoge hoogte in het Udzungwa Scarp Forest Reserve, meestal op een hoogte van 1650–1730 meter. Er kan een geslachtsverhouding zijn van 2,5 vrouwtjes op 1 mannetje. Habitatbereik is vergelijkbaar met die van Anelosimus, die ook genetisch dichtbij is.

## Naam
Het is genoemd naar de film The Big Lebowski uit 1998.

## Taxonomie
Het dier behoort tot het geslacht Anelosimus. De wetenschappelijke naam van de soort werd voor het eerst geldig gepubliceerd in 2006 door Agnarsson.